# آلین بوچارد
آلین بوچارد (انگلیسی: Alain Bouchard؛ زادهٔ ۱۹۴۹) کارآفرین اهل کانادا است، که در سال ۱۹۸۰ شرکت آلیمنتیشن را تأسیس کرد.